# Caroline Nelson
Caroline Nelson (também conhecida como Caroline Nelson Rave; 1868 — 1952) foi uma defensora do controle de natalidade e socialista racial norte-americana. Fazia parte do círculo íntimo de Margaret Sanger, sendo afiliada ao Birth Control Committee of 100. Como organizadora em San Francisco, participou de reuniões da VNI, juntamente com Emma Goldman, Elizabeth Gurley Flynn e Rose Pastor Stokes. Nelson casou-se com Carl Rave, um ferreiro e ativista de sindicatos que também participou do ativismo pelo controle de natalidade.